# ベルシステム24
株式会社ベルシステム24（ベルシステムにじゅうよん、英: BELLSYSTEM24, INC.）は、東京都港区に本社をおくコールセンター業大手の企業である。
親会社で持株会社の株式会社ベルシステム24ホールディングスが東京証券取引所プライム市場に上場している。

## 概要
1982年、電話転送機による24時間電話業務代行サービスを開始し創業。
2020年2月末現在、全国に37箇所の拠点を持ち、17,538名のコミュニケーターと8,436名の社員を擁している。

## 沿革
- 1982年：株式会社ベルシステム24を設立（創業）、「24時間電話代行サービス」を開始、「夜間・休日におけるクレジット申し込み電話受付業務」を開始
- 1983年：「テレフォン・リサーチ業務」を開始、「テレビショッピング注文受付業務」を開始
- 1984年：「英語による電話受付業務及び通訳業務」を開始
- 1986年：「通信販売会社のための電話受付代行サービス」を開始
- 1988年：東京本社に業界初のモニタールームを設置
- 1991年：「オートコールでのコレクション業務」を開始
- 1992年：株式会社ベルシステム24（初代）に商号変更
- 1993年：「選挙関係世論調査サービス」を開始、「移動通信事業者向けサービス」を開始
  - 同年よりサッカーJリーグの鹿島アントラーズのホームゲームのチケット発券業務を請負う（1993-1998）。当時のJリーグでは唯一のチケット購入→発券→郵送によるサービスでもあった[1]。
- 1994年：One to Oneマーケティング概念の提唱。日本証券業協会に店頭登録銘柄として登録
- 1997年：東京証券取引所第二部に上場
- 1999年：東京証券取引所第一部に指定替え。
- 2000年：コミュニケーションスキルの診断ツール『BCA（Bell-Communication-Analysis）』の開発
- 2001年：医療関連サービス事業本部でISO9001認証を取得
- 2002年：テキストマイニングサービス開始
- 2004年：日興プリンシパル・インベストメンツ（現・シティグループ・キャピタル・パートナーズ）の傘下となり[2]、同年BBコール株式会社を子会社化
- 2005年：上場廃止
- 2006年：株式会社BELL24・Cell Productsを設立、関西に続き北海道でもSMO事業を本格展開
- 2007年：プライバシーマークの認証取得
  - 米投資会社ベインキャピタル傘下の株式会社BCJ-4の子会社となる
- 2009年：コンテンツ事業を独立させ、新会社株式会社ポッケを設立[3][4]。本社を東京渋谷区に移転
- 2010年2月1日：株式会社BCJ-4の完全子会社となる[2]
- 2010年6月1日：株式会社BCJ-4が株式会社ベルシステム24（初代）を吸収合併し、株式会社ベルシステム24（2代）に商号変更[2]
- 2011年：特例子会社　株式会社ベル・ソレイユを設立、プライベートクラウドによる次世代プラットフォーム「BellCloudR」本格稼働開始、在宅コールセンターサービス「Bell@Home」を開始、ソーシャルメディアを使ったCRMサービス「Bell Social CRM」を開始
- 2012年3月1日：医薬・医療関連事業を分社化し、株式会社ベル・メディカルソリューションズを設立
- 2013年：本社を東京都中央区晴海に移転、成果報酬型セールス専門センター稼働開始
- 2014年：持株会社体制に移行。株式会社ベルシステム24（3代）は株式会社ベルシステム24ホールディングス（初代）に商号変更。事業会社として新設分割で株式会社ベルシステム24（4代）を設立[5]
- 2014年10月7日：ベインキャピタルが間接保有する株式を伊藤忠商事へ一部譲渡[6]
- 2015年3月1日：親会社の株式会社BCJ-7の親会社である株式会社BCJ-16が、株式会社BCJ-7と株式会社ベルシステム24ホールディングス（初代）を吸収合併し、株式会社ベルシステム24ホールディングス（2代）に商号変更[7]
- 2015年9月1日：[8]。株式会社ベルシステム24（4代）がBBコール株式会社を吸収合併[9]
- 2015年11月20日：株式会社ベルシステム24ホールディングス（3代）が東京証券取引所第一部に上場。株式売出しにより、ベインキャピタル系の会社が親会社でなくなり、伊藤忠商事が筆頭株主となる。
- 2016年：CTCと協業を強化、CTCより「eBellCloud」販売を開始
- 2017年：当社初の企業内保育所「ベルキッズとよさき保育園」を開設、CTCファーストコンタクト（株）へ出資し、CTCとBPO事業の連携強化、ベトナムHoa Sao社への出資を完了、同国での事業を開始
- 2019年：株式会社ビーアイメディカルを吸収合併
- 2020年：台湾支店開設

## 特徴
- 企業理念は「イノベーションとコミュニケーションで社会の豊かさを支える」。
- 受託業務を実施しているコールセンターの「応対品質・生産性・業務改善」などを総称した「現場力」を強みとしている。
- 全国約3万人超のオペレーターを雇用しており、業界内において最大規模である。オペレーターの採用は『スタボ』と呼ばれる全国の採用拠点やコールセンター求人サイト『Webスタボ』を通して実施している。

## サービス領域
- コールセンター（インバウンドセンター、アウトバウンドセンター）
- Eメールセンター
- BPO業務
- 電話代行サービス
- ソーシャルメディア運用サポート
- 在宅コールセンター
- スマートデバイスサポート

### 主な取引業界と業務事例
- 金融（カード：利用促進アウトバウンド、損害保険：事務センター運営、生命保険：フォローコール、証券：未稼働顧客活性化アウトバウンド、銀行：支店代表電話集約）
- 情報通信（インターネット関連事業：解約阻止/受付、通信インフラ：テクニカルサポート）
- 製造（食品/飲料：キャンペーンツールの店頭設置促進、製造全般：リコール緊急対応）
- 流通（小売：お客様の声分析、通販：注文受付）
- サービス（宿泊レジャー:予約受付、情報サービス：広告掲載獲得営業）
- ライフライン（航空：格安航空会社の予約/問い合わせ受付）
- 公共（納税催告、統計調査の問い合わせ受付）

## グループ会社
- CTCファーストコンタクト株式会社 - ITをベースとしたBPOサービス、マニュアル作成 / 教育・研修サービスなど
- 株式会社TBネクストコミュニケーションズ - 凸版印刷とベルシステム24のリソースを融合させたバックオフィスとコンタクトセンターのアウトソーシングビジネス
- 株式会社ベルソレイユ - 障がいを持つ方の雇用促進を目的とする特例子会社
- [ベトナム] BELLSYSTEM24 HOASAO - CRMソリューションに関する、アウトソーシングサービス / コンサルティングサービス、および日本向けのオフショアサービス
- [タイ] True Touch - コンタクトセンター運用、ハードウェア・設備の調達及びセットアップ、ファシリティーレンタル、教育・研修、モバイル通話録音サービス

## 関連書籍
オペレーターが業務の中で体験した、感動や成長を綴った体験エッセイ
- 『対話の達人』　出版社：プレジデント社、発売日：2003年5月
- 『対話の達人Ⅱ』　出版社：出版文化社、発売日：2012年12月25日
- 『対話の達人Ⅲ』　出版社：出版文化社、発売日：2016年5月26日